# Bieszczady Wschodnie
Bieszczady Wschodnie (522.13) – pasmo górskie w Karpatach, część tzw. pasma Beskidów Lesistych. Rozciąga się od Przełęczy Użockiej (853 m n.p.m.) na zachodzie do Przełęczy Wyszkowskiej (930 m n.p.m.) na wschodzie, leży w całości na terytorium Ukrainy. Najwyższym szczytem jest Pikuj (1408 m n.p.m.), który jest jednocześnie najwyższym szczytem całych Bieszczadów.
W ukraińskiej regionalizacji Karpat na ich terenie wyróżnia się dwa odrębne pasma: Beskidy Skolskie (w części północnej) oraz Grzbiet Wierchowiński (główne pasmo wododziałowe, w części południowej).